# أكتواري
الأكتواري أو المخمن (بالإنجليزية: Actuary)‏ هي صاحب مهنة تجارية يقيس ويتعامل مع الأثر الأقتصادي للخطر وعدم اليقين (BeAnActuary 2011a). هذا الاسم مرتبط بمجال العلوم الإكتواريه أو حساب التأمين. قد تؤثر تلك المخاطر على كلا جوانب الميزانية العمومية ويتطلب مهارات في إدارة الإستثمارات وإدارة إلتزامات وكذلك مهارات التقييم ((BeAnActuary 2011b) ). فالأكتوريون يوفرون تقديرات تتطلب خبرة بأنظمة الأمن المالي مع التركيز على تعقيداتها ومايتعلق بها من آليات ورياضيات (Trowbridge 1989, p. 7).
الأكتوريين يقيمون رياضياً احتمالية وقوع الأحداث وقياس النتائج الطارئة في سبيل تقليل الخسائر المالية المرتبطة بالأحداث غير المؤكدة وغير المرغوب فيها. حيث لا يمكن تجنب العديد من الأحداث مثل الوفاة فلذلك من المفيد أتخاذ تدابير للحد من الأثار المالية المترتبة علي حدوثها. فيمكن لمثل هذه المخاطر أن تؤثر على كلا جانبي الميزانية العمومية، وتتطلب إدارة للإستثمارات، والألتزامات، ومهارات التقييم. فالمهارات التحليلية والمعرفة الأقتصادية والإدراك العام للسلوكيات البشرية والتغيرات في نظم المعلومات، كلها أشياء مطلوبة لتصميم وإدارة البرامج التي تتحكم في تلك إدارة المخاطر.(BeAnActuary 2005a) وقد صنفت هذه المهنة علي أنها واحدة من أكثر المهن المرغوب فيها في مختلف الدراسات التي أجريت على مر السنين. ففي عام 2006 أجرت مجلة يو أس نيوز أند ورلد ريبورت تقريراً ضم الخبراء الأكتورين علي أنهم من أفضل 25 مهنة يتوقع لها رواجاً في المستقبل.(Nemko 2006) وفي عام 2010 نشرت دراسة أجريت بواسطة موقع جوب سيرش أن مهنة الخبير الأكتوري هي المهنة رقم #1 في الولايات المتحدة(Needleman 2010)، وتستخدم هذه الدراسة خمسة معايير رئيسية لتصنيف الوظائف: البيئة، والدخل، وتوقعات التوظيف، والمتطلبات البدنية والإجهاد. وفي عام 2012 أتت المهنة في المرتبة الثانية كأفضل وظيفة. (Thomas 2012).

## مسؤوليات
يستخدم الأكتواريون مهارات تعتمد اساسيا على الرياضيات، وخاصة الإحصاء الرياضي والاحتمال المبني على حساب التفاضل والتكامل. أيضا يعتمدون على على الاقتصاد وعلوم الحاسب والمالية وإدارة الأعمال. لهذا السبب فإن وجود الأكتواريين اساس لشركات التأمين وإعادة التأمين سواء كموظفين أو كمستشارين. أيضا مهم وجودهم بالنسبة للقطاعات الأخرى كمخططي التقاعد والجهات الحكومية مثل مكتب الأكتوارية الحكومي في بريطانيا أو إدارة الضمان الاجتماعي في أمريكا. يعمل الأكتواريين على تجميع وتحليل بيانات لتقدير احتمالية والتكلفة المتوقعه في بعض الحالات كالوفاة والمرض والإصابات والعجز البدني أو خسارة بعض الممتلكات. يعمل الأكتواريين أيضا على دراسة بعض المسائل المالية بما في ذلك مستوى الدعم المطلوب لإعطاء راتب تقاعد معين من خلال إستغلال الشركة لمواردها لتحقيق أقصى عوائد تخفف من المخاطر المحتملة.
ومن خلال استخدام معارفهم الواسعة فإن الأكتواريين يساعدون في تصميم وتسعير سياسات التأمين وخطط التقاعد وغيرها من الإستراتيجيات المالية بالطريقة التي تؤمن إستقرار خططها على أسس ماليه.

## التخصصات
تنقسم أغلب التخصصات الأكتوارية التقليدية إلى قسمين: مايتعلق بالحياة والغير متعلق بالحياة.
الأكتوارية المتعلقة بالحياة والتي تتضمن الصحة وأكتوارية المعاش وتتعامل مع مخاطر الوفاة ومخاطر الإستثمار. وأبرز الأعمال المتعلقة بهذا المسار هي تأمين الحياة، وأقساط الحياة السنوية والمعاشات وتأمين الإعاقة المؤقته والمزمنة والتأمين الصحي وحسابات التوفير الصحي وتأمين الرعاية طويلة الأجل.
أما الأكتوارية غير المتعلقة بالحياة وتعرف أيضا بالممتلك أو أكتوارية التأمين العام فتتعامل مع كلا من المخاطر القانونية والفيزيائية التي تؤثر على الأشخاص وممتلكاتهم. وهذا يشمل تأمين المركبات وتأمين ملاك المنازل وتأمين الممتلكات التجارية. وتعويضات العمال.